# Adriers
Adriers é uma comuna francesa na região administrativa da Nova Aquitânia, no departamento de Vienne. Estende-se por uma área de 68,09 km². Em 2010 a comuna tinha 724 habitantes (densidade: 10,6 hab./km²).